# 이시구로촌 (니가타현)
이시구로촌(石黒村)은 니가타현 가리와군에 있던 촌이다. 

## 역사
- 1889년 4월 1일 - 정촌제 시행에 수반해 가리와군 이시구로촌이 성립하였다.
- 1927년 2월 9일 - 쇼와 2년 폭설. 적설량이 1장 8척에 달함
- 1955년 4월 1일 - 다카야나기촌에 편입되어 소멸하였다.

## 참고문헌
- 『市町村名変遷辞典』東京堂出版、1990年